# Fanny Crosby

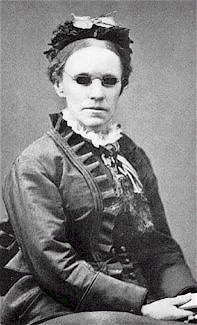
Fanny Crosby

Fanny Crosby (eigentlich Frances Jane Van Alstyne; * 24. März 1820 in Brewster, Southeast, New York, USA; † 12. Februar 1915 in Bridgeport, Connecticut) war eine US-amerikanische Dichterin geistlicher Texte, die als Erweckungslieder auch in Deutschland bekannt wurden. Sie schrieb über 8000 Texte und gehört damit zu den führenden Textdichtern des Gospel.
Die blinde Fanny Crosby war zunächst als Dichterin weltlicher Texte bekannt und wandte sich danach der geistlichen Lyrik zu.

## Leben
Fanny Crosby wurde in ärmlichen Verhältnissen geboren. Im Alter von sechs Wochen erlitt sie infolge einer Erkältung eine Augenentzündung. Auf Anraten eines angeblichen Arztes behandelten ihre Eltern die Entzündung mit heißen Umschlägen, was zu ihrer Erblindung führte. Fannys Vater starb, als sie gerade erst ein Jahr alt war. Durch die Erziehung der Mutter, vor allem aber der Großmutter entwickelte Fanny schon früh eine feste Beziehung zum protestantischen Glauben. Zum Beispiel lernte sie ganze Passagen aus der Bibel auswendig und ließ sich auch von ihrer Behinderung nicht davon abhalten, aktiv in ihrer Gemeinde mitzuarbeiten.
Mit 15 Jahren kam Fanny Crosby auf eine spezielle Blindenschule, die heute den Namen New York Institute for Special Education trägt. In ihrer siebenjährigen Schulzeit erlernte sie diverse Musikinstrumente und bekam Gesangsunterricht. 1843 wurde Crosby Mitglied einer politisch aktiven Gruppe in Washington, D.C., die sich für Bildungsmöglichkeiten für Blinde einsetzte. Von 1847 bis 1858 unterrichtete sie die Fächer Englisch und Geschichte an einer New Yorker Schule.
1858 heiratete Fanny Crosby einen ebenfalls blinden Musiker und Lehrerkollegen namens Alexander van Alstyne. Allerdings bestand dieser darauf, dass Crosby ihren Geburtsnamen beibehielt. Ihr einziges Kind, ein Mädchen, nach der Mutter Frances benannt, verstarb bereits im frühen Alter. Alexander van Alstyne starb am 19. Juli 1902. Am 12. Februar 1915 starb Fanny Crosby. Auf ihrem Grabstein ist die liebevolle Bezeichnung „Aunt Fanny“ (Tante Fanny) sowie der Text „Blessed assurance, Jesus is mine. Oh, what a foretaste of glory divine“ – der Anfang ihres wohl bekanntesten Liedes Seliges Wissen, Jesus ist mein. Oh, welch ein Vorgeschmack der göttlichen Herrlichkeit – eingraviert.

## Werk
Fanny Crosby begann bereits im Alter von acht Jahren, Gedichte zu verfassen. 1844 wurde ihre erste Gedichtsammlung mit dem Titel A Blind Girl and Other Poems (Ein blindes Mädchen und andere Gedichte) veröffentlicht. Auch schrieb Crosby Texte zu Musik säkularer populärer Komponisten wie George F. Root, was ihr ein einträgliches Geschäft und nationalen Ruhm verschaffte. Tatsächlich war sie zu Lebzeiten eine der berühmtesten Frauen der USA. Sie hatte persönlichen Kontakt zu zahlreichen einflussreichen Persönlichkeiten einschließlich des amerikanischen Präsidenten. So spielte sie beispielsweise 1885 auf der Beerdigung des Präsidenten Ulysses S. Grant ihr Lied Sicher in Jesu Armen.
Allerdings ist es vor allem ihre geistliche Dichtung, für die Fanny Crosby bis heute bekannt geworden ist. Ihren ersten Text für ein geistliches Lied, betitelt There's a Cry from Macedonia (in der deutschen Übersetzung Es erschallt ein Ruf), schrieb sie 1863 für den allseits bekannten christlichen Komponisten und Publizisten William B. Bradbury. Im Laufe der Jahre arbeitete Fanny mit weiteren einflussreichen Komponisten aus dem Umfeld der Erweckungsbewegung zusammen. Zu ihnen gehören u. a. Philip Phillips, Hubert P. Main, Robert Lowry, William H. Doane, Ira D. Sankey, Philip P. Bliss, W. F. Sherwin und Phoebe Knapp. Ihr Lebenswerk umfasst mindestens 8000 Erweckungslieder, die die Entwicklung der Erweckungsbewegung entscheidend beeinflussten und auch in andere Sprachen übersetzt wurden. In deutschen Landen zeichneten hierfür vor allem Ernst Gebhardt und Dora Rappard verantwortlich.
Fanny Crosbys erfolgreichste Werke sind u. a.:
- Blessed Assurance, Jesus is Mine, deutsch von Heinrich Rickers als Seliges Wissen, Jesus ist mein, vertont von Phoebe Knapp
- Come With Thy Sins to the Fountain, deutsch von W. Appel als Komm doch zur Quelle des Lebens, vertont von George Coles Stebbins
- Redeemed, How I Love to Proclaim It!, deutsch von Chr. Reuß als Erlöst bin ich, selig in Jesus, vertont von William J. Kirkpatrick
- Jesus Is Tenderly Calling You Home
- Jesus, Keep Me Near the Cross, deutsch von Walter Rauschenbusch als Jesus, zieh’ zum Kreuze mich, vertont von William H. Doane
- Safe in the Arms of Jesus, 1868, deutsch von Dora Rappard als Sicher in Jesu Armen, vertont von William H. Doane
- Thou My Everlasting Portion, deutsch von Dora Rappard als Herr, mein Heiland und mein Hirte, vertont von Silas Jones Vail
- To God Be the Glory, deutsch von Lotte Sauer als O Gott, Dir sei Ehre
- Pass Me Not, O Gentle Savior, deutsch von C. Ott als Gehe nicht vorbei, o Heiland
- Praise Him, Praise Him
- God will take care of you, be not afraid, deutsch von Walter Rauschenbusch als Gott wird dich tragen, drum sei nicht verzagt.

## Auszeichnungen
Im Jahr 2014 wurde sie in die Southern Gospel Music Hall of Fame aufgenommen.